# Elane
Elane ist eine deutsche Folk-Band aus dem Sauerland.

## Geschichte
Elane wurde 2001 von Joran und Markus Skoch (Der unter dem Künstlernamen „Skaldir“ auch bei der Viking-Metal-Band Hel spielte) gegründet. Die Texte sind überwiegend auf Englisch. Es existieren mehrere deutschsprachige Lieder (z. B. Licht, Elfennacht und Abendruf), ein in Latein gesungenes Stück (Deae Noctis) sowie eins mit elbischen Texten (Nen ar Tasar (You see)).
Die Alben der Band entstanden in den Kalthallen Studios und wurden produziert von Markus Skroch und Nico Steckelberg.
Elane traten unter anderem auf dem Wave-Gotik-Treffen und dem M’era Luna Festival auf. Die Band veröffentlicht seit 2004 Studioalben. Im Dezember 2005 gingen sie zusammen mit der US-amerikanischen Formation Unto Ashes auf Deutschland-Tour. 2007 spielten Elane mehrere Konzerte zusammen mit Faun und In the Nursery sowie eine Deutschland-Tour mit Dornenreich und Neun Welten. Im Jahr 2008 tourten Elane mit der Band Qntal durch Deutschland, Schweiz und Frankreich.
Zum 20. Jubiläum ihres Debütalbums “The Fire of Glenvore” hat die Band eine 3-CD-Box veröffentlicht. Diese enthält neu gemasterte und neu eingespielte Versionen früherer Werke, darunter das erste Demo „Der Nachtwald“, das Debütalbum „The Fire of Glenvore“ sowie ein restaurierter Live-Mitschnitt eines Konzerts aus dem Jahr 2005. Zudem enthielt die Erstauflage einen Downloadcode für die Bandbiografie "ELANE - The Early Years". Erstmals seit Jahren arbeitete die Band dabei mit der früheren Violinistin Katrin Rohde zusammen, die einen bislang unveröffentlichten Song namens "The Most Beautiful Winter" beisteuerte, der für die Anniversary Edition komplett neu eingespielt und produziert wurde.

### Kooperationen
Die Band arbeitet häufig mit anderen Künstlern zusammen. Für ihr 2011 erschienenes Album Arcane kooperierten sie mit dem deutschen Schriftsteller Kai Meyer. Das Album enthält ausschließlich Musikstücke, die sich mit Themen und Charakteren aus Meyers Romanen befassen. Das Konzept führte die Band 2016 auf ihrem Mini-Album More Stars und dem Album Arcane 2 (2017) fort. Als Gastkünstler spricht Autor und Hörspielregisseur Marco Göllner eine Textpassage des Songs The Wave Walkers auf Arcane 2. Bei Göllners Hörspiel-Adaption zu Kai Meyers Roman Loreley kommt auch Musik von Elane zum Einsatz.
Joran Elane leitet seit 2014 ein gleichnamiges Soloprojekt. Auf dem Debütalbum „Glenvore“ arbeitete sie mit einigen Gastmusikern zusammen, zu denen auch Lady Morte (Sängerin der Paganband „Trobar de Morte“) zählen.
Als weitere künstlerische Kooperation ist die musikalische Beteiligung der Bandmitglieder an den Paul-Roland-Alben Pavane und „Nevermore“ zu nennen. Paul Roland selbst schrieb vier Demos für das erste Arcane-Album, welche aus stilistischen Gründen jedoch nicht zum Einsatz kamen. Im Nachgang wurden sie von Roland auf dessen Album Demos veröffentlicht. Im Jahr 2020 veröffentlichte Paul Roland sein Studioalbum „Lair of the White Worm“. Für dieses Album komponierte Nico Steckelberg vier exklusive „Interludes“, während Joran Elane den Gesang zu mehreren der Stücke beisteuerte.
In Zusammenarbeit mit dem Spieleautor Michael Menzel entwickelte die Band den Soundtrack zum zweiten Teil der Brettspiel-Reihe Die Legenden von Andor. Das Hörbuch Die Legenden von Andor - Das Lied des Königs von Stefanie Schmitt wird durch das Stück Celeste von Elane eingeleitet. 2017 produzierte die Band einen weiteren Soundtrack zur Spielereihe, der als CD-Beilage in der 2017 erschienenen Bonus-Box zu Die Legenden von Andor enthalten ist. Im Jahr 2019 veröffentlicht die Band ein eigenständiges Musikalbum, das aus einzelnen Stücken zur Spielereihe besteht. Das Booklet des Albums „Legends of Andor“ ist durch Illustrationen von Michael Menzel verziert, der auch die Coverillustrationen der drei Singles zum Album gestaltete.
Auf dem Debüt-Album der Pagan-Folk-Band Vitae sind Elane als Gastmusiker vertreten.
Joran Elane übernahm die Lead-Vocals des Songs „Save the Light“ für Nico Steckelbergs Solo-Projekt Two Words in Japanese, beim gleichnamigen Musikvideo führte Joran Regie.
Seit 2021 kooperiert Joran Elane mit Paul Landry (New Age/Progressiv Rock Produzent aus UK) unter dem Namen „Elenniyah“.
Die britische Cellistin Anna Stuart (Royal Philharmonic Orchestra) spielt seit 2017 Cello in mehreren Songs der Band. Auf einem Bandfoto des Albums „Blackvale“ (2023) ist sie erstmals gemeinsam mit den festen Bandmusikern von Elane zu sehen.

## Trivia
Elane steuerten im November 2008 mit dem Lied Nen Ar Tasar (You see) den Titelsong zur 8. Staffel der Hörspielserie Edgar Allan Poe (Hörspielserie) bei.
Das Albumkonzept zu Arcane und Arcane 2 entstand durch Zufall. Nachdem sich Autor und Band auf einem Elane-Konzert persönlich kennenlernten, entstand die Idee zur Zusammenarbeit.

## Diskografie

### Alben
- The Fire of Glenvore (2004, Kalinkaland Records)
- The Fire of Glenvore (brasilianische Edition) (2005, Hellion Records Sao Paulo)
- Lore of Nén (2006, Distinct Music, Omniamedia)
- The Silver Falls (2008, Curzweyhl, Omniamedia / Rough Trade)
- Arcane (2011, Curzweyhl, Rough Trade)
- Arcane 2 (2017, Elane Music, Alive)
- Legends of Andor - Original Board Game Soundtrack (2019, Elane Music, Alive)[21]
- Blackvale (2022, Elane Music, Alive)[22]
- The Fire of Glenvore - 20th Anniversary Ultimate Edition (2024, Elane Music, Alive)[23] 3-CD-Box, inkl.:
  - CD 1: Der Nachtwald (2001 Demo Remaster)
  - CD 2: The Fire of Glenvore & Love Can't Wait E.P. (Remaster)
  - CD 3: Love Can't Wait Tour Live from Tuebingen (2005 Konzertmitschnitt / Livealbum)

### Singles und EPs
- Love Can't Wait E.P. (2005, Kalinkaland Records)
- More Stars E.P. (2016, Elane Music, Alive)
- Silent Night (2018, Elane Music, Alive)
- The Vigilant Woods (2019, Elane Music, Alive)
- River Narne (2019, Elane Music, Alive)
- Theme from „Journey to the North“ (2019, Elane Music, Alive)
- Ach, bittrer Winter (2019, Elane Music, Alive)
- My Guardian of Dawn (2020, Elane Music, Alive)
- Keyhole (2020, Elane Music, Alive)
- Something Else (2020, Elane Music, Alive)
- Sternenwind (2021, Elane Music, Alive)
- Scarborough Fair (2021, Elane Music, Alive)
- The Great Wall (2021, Elane Music, Alive)
- Soundtracks Vol. 1 E.P. (2023, Elane Music, Alive)[24]
- Between the Ancient Trees (2024, Elane Music, Alive)
- Love Can't Wait - Live in Tuebingen (2024, Elane Music, Alive)
- The Most Beautiful Winter (2024, Elane Music, Alive)

### Demos
- Der Nachtwald (2001, Eigenvertrieb)

### Musikvideos
- Trace of the Flames (2005)
- Yanyana - My Sanctuary (2005)
- Paperboat & Silverkite (2009)
- My Ivory Fairy (2014)
- Sabatea's Song (You Are The Princess) (2018)
- Something Else (2020)

### Soundtracks
- Die Legenden von Andor – Die Reise in den Norden / Into the North (Original Score) (Elane Music, KOSMOS Verlag, 2015)
- Andor – Soundtrack by Elane (Original Score) (Elane Music, KOSMOS Verlag, 2017)

## Podcast „Wir und ELANE“
Im Oktober 2020 erschien die erste Folge des Bandpodcasts „Wir und ELANE“, der in unregelmäßigen Abständen auf digitalen Plattformen veröffentlicht wird. Darin vermischen die Bandmitglieder Themen des aktuellen Zeitgeschehens mit so genannten „Retro“-Themen. Die Folgen der Sendung sind in Kategorien unterteilt, wobei nicht jede Kategorie in jeder Folge zum Einsatz kommt. Die Kategorien tragen dabei Namen wie:
- “Remember the Song” - Die Band erinnert sich an die Geschichte älterer Songs der Band.
- “Die Apokalypse-Insel” - Lieder, die die Musiker beim Weltuntergang hören möchten.
- “Mein liebstes Hobby” - Woran arbeitet die Band aktuell?
- „Access dienied!“ - Themen, zu denen der Band der Zugang fehlt.
- “Der Abgesang der Woche” auf kürzlich verstorbene, interessante Menschen.
- “Markus’ Macher-Minute” - Ein komplexes technisches Thema - humorvoll innerhalb einer Minute erklärt.
- “Zuschauerfrage”[27]

In den „Special“-Folgen wird die Sendung jeweils durch einen prominenten Gast ergänzt, darunter der schwedische Musik-Produzent Dan Swanö, der deutsche Phantastik-Autor Kai Meyer, die Gothic-Musikerin und Schriftstellerin Bianca Stücker und die Digitalkünstlerin Dolores Gregorić.